# Julio del Valle de Íscar
Julio del Valle de Íscar (Valladolid, 2 de julio de 1972) es un político español, militante del Partido Socialista Obrero Español (PSOE). Desde diciembre de 2023 ocupa el cargo de director general para la Igualdad real y efectiva de las personas LGTBI+ del Ministerio de Igualdad.

## Biografía
Ha sido concejal del Ayuntamiento de Valladolid, concejal y teniente de alcalde del Ayuntamiento de Serrada y diputado provincial entre 2011 y 2019.
En el Ayuntamiento de Valladolid ocupó, en 2007, el cargo de vocal del Consejo de la Infancia de la Ciudad de Valladolid. Posteriormente, en los últimos años del segundo gobierno de José Luis Rodríguez Zapatero, fue director adjunto del Gabinete de la secretaria de Estado de Cooperación Internacional, Soraya Rodríguez.
Concurrió a las elecciones generales de 2019, sin obtener escaño, hasta que en febrero de 2020, tras la dimisión del diputado José Javier Izquierdo Roncero, obtuvo un escaño como diputado nacional por Valladolid en el Congreso de los Diputados. Volvió a concurrir como número tres del PSOE a las elecciones generales de 2023, sin obtener escaño.
Ha formado parte de múltiples cargos en asociaciones y plataformas estatales orientadas a la integración social, entre ellas el Consejo de la Juventud de España o la Plataforma de Organizaciones de Infancia.
Del Valle ha recibido varios premios y condecoraciones por su labor social, entre ellos el Premio Triángulo Rosa de la Fundación Triángulo de Valladolid, y el Lobo de Plata de los Scouts por parte de la Federación de Scouts-Exploradores de España.

## Premios y reconocimientos
- Premio de Atención a la Infancia de la Gerencia de Servicios Sociales de la Junta de Castilla y León[10]
- Premio al Voluntariado del Consejo de la juventud de Castilla y León[10]
- Corbata de Alfonso X el Sabio del Ministerio de Educación[10]
- Premio Ciudadanos por la Asociación Ciudadanos[11]
- Lobo de Plata de los Scouts de la Federación de Scouts-Exploradores de España
- Premio Triángulo Rosa de la Fundación Triángulo de Valladolid